# سكوت هاستينغز (مدرب كرة القاعدة)
سكوت هاستينغز (بالإنجليزية: Scott Hastings)‏ هو مدرب كرة القاعدة ‏ أمريكي، ولد في 10 أغسطس 1847 في هيلزبورو في الولايات المتحدة، وتوفي في 14 أغسطس 1907 في Sawtelle, Los Angeles ‏ في الولايات المتحدة.

## وصلات خارجية
- سكوت هاستينغز على موقع دوري كرة القاعدة الرئيسي (الإنجليزية)
- سكوت هاستينغز على موقعبيزبول رفرنس.كوم (الدوري الرئيسي) (الإنجليزية)
- سكوت هاستينغز على موقعبيزبول رفرنس.كوم (الدوري الثانوي) (الإنجليزية)
- سكوت هاستينغز على موقع إي إس بي إن.كوم (أم.أل.بي) (الإنجليزية)
- سكوت هاستينغز على موقع مشجعي الرسوم البيانية (الإنجليزية)